# Mariana Ionescu
Mariana Ionescu (n. 26 august 1947, Amaru, județul Buzău – d. 3 iulie 2015, București) a fost o prozatoare, poetă și critic literar român.

## Biografie
S-a născut în familia preotului Ion Ionescu și a soției sale, Mariana (n. Ștefănescu), în comuna buzoiană Amaru. A urmat studii elementare în satul natal (1954-1958) și la Ploiești (1958-1960), Liceul „I.L. Caragiale” din Ploiești (1960-1965) și apoi la Facultatea de Limba și Literatura Română a Universității din București (1965-1970). În anul 1971 frecventează un curs postuniversitar la Facultatea de ziaristică, secția editură. A beneficiat de o bursă de specializare la Paris (1974), iar în anul 1981 a obținut titlul de doctor în filologie al Universității din București cu teza Proza lui Tudor Arghezi, ce a fost constituit baza cărții Ochiul ciclopului. Tudor Arghezi, prozatorul, publicată în același an.
A lucrat ca redactor (1970-1998) și redactor-șef (1998-2003) la Editura Eminescu din București. A îngrijit publicarea unor ediții din opera lui Tudor Arghezi, Ioan Al. Brătescu-Voinești, Liviu Rebreanu și Zaharia Stancu. Începând din 2001 a fost redactor-șef al revistei Universul cărții. A decedat la București, în seara zilei de 3 iulie 2015.

## Activitatea publicistică și literară
Mariana Ionescu a debutat ca autoare de critică literară în 1971 cu articolul „Note despre „Cartea nunții” de G. Călinescu”, publicat în revista Ramuri. A colaborat cu cronici și studii literare la Radio România și la publicații de specialitate precum Luceafărul, Steaua, România literară, Ateneu, Orizont, Viața românească, Contemporanul – Ideea europeană, Litere, ProSaeculum, Axioma, Oglinda literară, Fereastra, Cahiers roumains d’études littéraires ș.a. În cursul activității sale a publicat mai multe volume de eseuri și critică literară. A semnat uneori cu pseudonimele Ioana Papina, Diamanta Ștefanide, Benedict Ionescu și Vicenția Vara.
Volumul de debut Artă și aspirație (1977) conținea mai multe studii critice și eseuri consacrate universului imaginar plăsmuit de prozatorii contemporani (Tudor Arghezi, George Călinescu, Zaharia Stancu și Laurențiu Fulga). Cartea conține patru comentarii ample: „Grădinarul melancolic (Tudor Arghezi)”, „Facerea lumii (G. Călinescu)”, „Ziua și noaptea (Zaharia Stancu)” și „Privilegiul permanenței (Laurențiu Fulga)”. Au urmat monografii dedicate prozei lui Tudor Arghezi (1981) și operei literare a lui Zaharia Stancu (1985); volumul Nostalgia himerei (2007) a reunit studii și eseuri dedicate lui Liviu Rebreanu, George Călinescu, Tudor Arghezi și I. Al. Brătescu-Voinești. Interviu cu înger și maimuță (2001) este un volum de reflecții și eseuri.
În afară de critică literară și eseistică, a mai publicat poezie, proză scurtă și roman. Debutul literar a avut loc în anul 1983 cu proza scurtă „Tu, cel mai pașnic oștean...”, publicată în revista Luceafărul. Romanul intertextualist Exerciții de fidelitate (1987, revizuit în 1999), un Bildungsroman scris la persoana a II-a despre căutarea adevăratei identități într-o realitate înșelătoare și chiar ostilă, în esență o meditație pe tema naturii umane, a fost bine primit de critica literară, iar autori ca Romul Munteanu, Roxana Sorescu sau Anton Cosma au publicat cronici elogioase. Volumele de proză scurtă (nuvele și povestiri) Două părți cal și una vizitiu (1990), Geografie cu îngeri (1997), Jocuri și zile (2000) și Muritorii de rând (2003) tratează teme similare, căutând semnificațiile simbolice ale existenței umane. Mariana Ionescu a mai publicat câteva plachete de poezii, semnate cu pseudonimul Vicenția Vara, Umărul de argint – Cette épaule en argent (2002), Acrobație diurnă și alte închipuiri (2005), Alter-ego cu flori galbene (2012) și Pulbere îndrăgostită de cuvinte (2012), ce conțin meditații lirice pe tema solitudinii și a melancoliei existențialiste.
A fost membră a secției de critică, eseistică și istorie literară a Uniunii Scriitorilor (din 1983) și a PEN-Clubului Român (din 2000).

## Opera
- Artă și aspirație, Ed. Dacia, Cluj-Napoca, 1977;
- Ochiul ciclopului. Tudor Arghezi, prozatorul, Ed. Eminescu, București, 1981;
- Introducere în opera lui Zaharia Stancu, Ed. Minerva, București, 1985;
- Exerciții de fidelitate, roman, Ed. Cartea Românească, București, 1987 (ed. a II-a, Ed. Eminescu, București, 1999);
- Două părți cal și una vizitiu, nuvele, Ed. Albatros, București, 1990;
- Geografie cu îngeri. Jurnal fabulatoriu, proză scurtă, București, 1997;
- Jocuri și zile, povestiri, Ed. Cartea Românească, București, 2000;
- Interviu cu înger și maimuță, eseuri, proză, interviuri, București, 2001;
- Umărul de argint/Cette épaule en argent, poezii, versiunea franceză de Constantin Frosin, București, 2002 (vol. semnat Vicenția Vara);
- Muritorii de rând, proză scurtă, București, 2003;
- Acrobație diurnă și alte închipuiri, poezii, București, 2005;
- Nostalgia himerei, studii, cronici, eseuri, Ed. Vinea, București, 2007;
- Alter-ego cu flori galbene, poezii, București, 2012;
- Pulbere îndrăgostită de cuvinte, poezii, București, 2012.